# Осакський метрополітен
Осакський метрополітен (яп. 大阪 市 営 地下 鉄 — оосака сіеі тікатецу) — система ліній метрополітену міста Осака, Японія. Входить до складу системи громадського транспорту Велика Осака (регіон Кансай). До 1 квітня 2018 року знаходився під управлінням Комітету з муніципального транспорту Осаки. У 2017 році влада міста ухвалила рішення приватизувати метрополітен, що й було зроблено навесні 2018 року. Обґрунтуванням приватизації є те, що вона приверне приватних інвесторів в Осаку і зможе допомогти оживити економіку міста. 
Діє з 1933, з відкриття лінії Мідосудзі на ділянці від Умеди до Сінсайбасі.

## Лінії

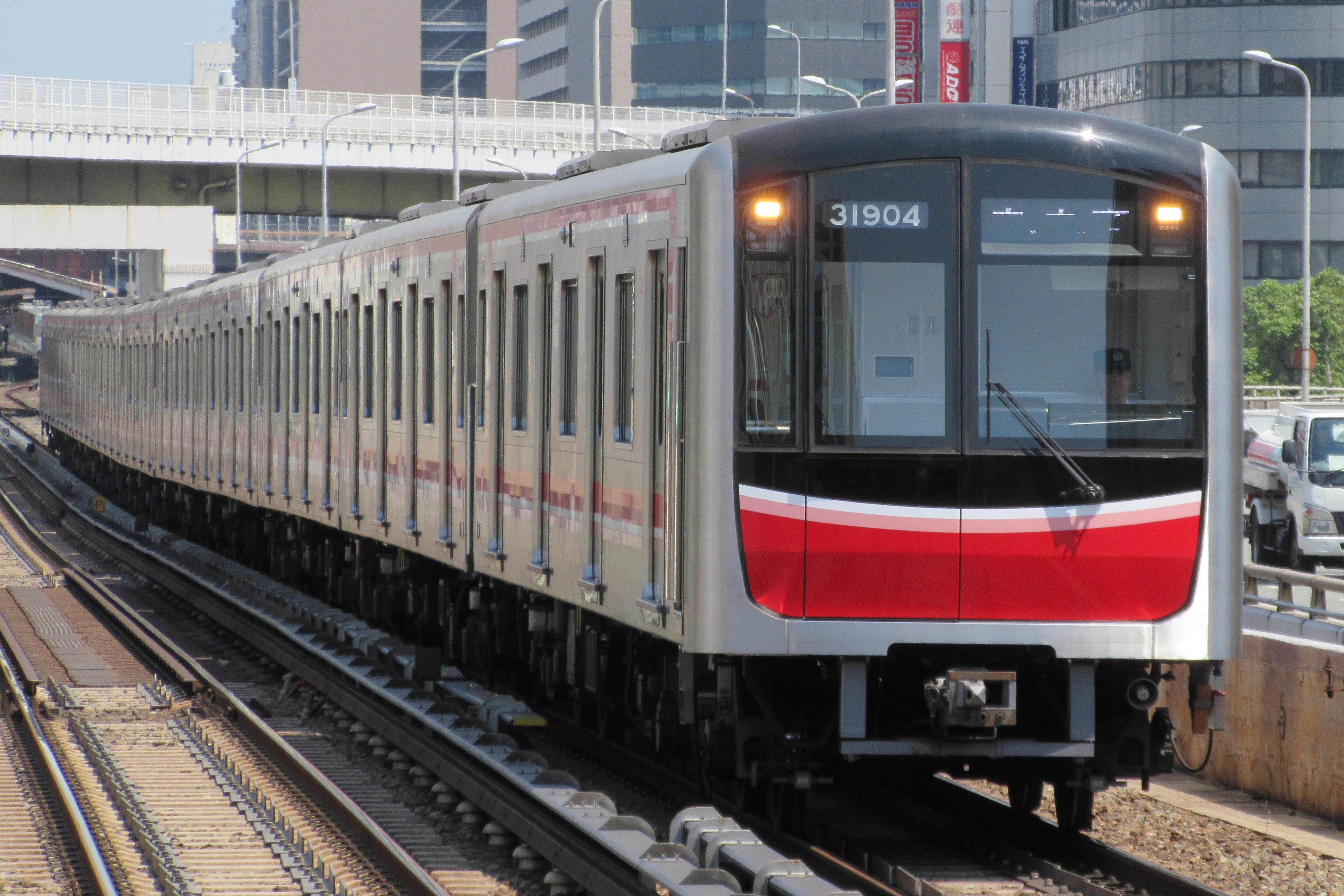
Потяг на лінії «Midōsuji», біля станції «Nishinakajima-Minamigata»

Особливістью системи є різний спосіб живлення потягів. На лініях 1, 2, 3, 4 і 5 використовують третю рейку, лінії 6, 7 і 8 обладнані повітряною контактною мережею. Обмеження швидкості руху на всіх лініях становить 70 км/год. Ширина колії на всіх лініях становить 1435 мм. 
| № Лінії                             | Дата відкриття  | Останнє продовження | Кількість станцій | Кінцеві станції                          | Довжина в км | Кількість підземних станцій | Спосіб живлення  |
| ----------------------------------- | --------------- | ------------------- | ----------------- | ---------------------------------------- | ------------ | --------------------------- | ---------------- |
| Лінія 1 «Midōsuji»                  | 20 травня 1933  | 1987                | 20                | «Esaka»—«Nakamozu»                       | 24,5         | 16                          | Контактна рейка  |
| Лінія 2 «Tanimachi»                 | 24 березня 1967 | 1983                | 26                | «Dainichi»—«Yaominami»                   | 28,1         | 25                          | Контактна рейка  |
| Лінія 3 «Yotsubashi»                | 10 травня 1942  | 1972                | 11                | «Nishi-Umeda»—«Suminoekōen»              | 11,4         | 11                          | Контактна рейка  |
| Лінія 4 «Chūō»                      | 11 грудня 1961  | 1985                | 14                | «Cosmosquare»—«Nagata»                   | 17,9         | 10                          | Контактна рейка  |
| Лінія 5 «Sennichimae»               | 16 квітня 1969  | 1981                | 14                | «Nodahanshin»—«Minami-Tatsumi»           | 12,6         | 14                          | Контактна рейка  |
| Лінія 6 «Sakaisuji»                 | 6 грудня 1969   | 1993                | 10                | «Tenjimbashisuji Rokuchōme»—«Tengachaya» | 8,1          | 10                          | Контактна мережа |
| Лінія 7 «Nagahori Tsurumi-ryokuchi» | 31 березня 1990 | 1997                | 17                | «Taishō»—«Kadoma-minami»                 | 15           | 17                          | Контактна мережа |
| Лінія 8 «Imazatosuji»               | 24 грудня 2006  | —                   | 11                | «Itakano»—«Imazato»                      | 11,9         | 11                          | Контактна мережа |

## Тарифні зони і оплата

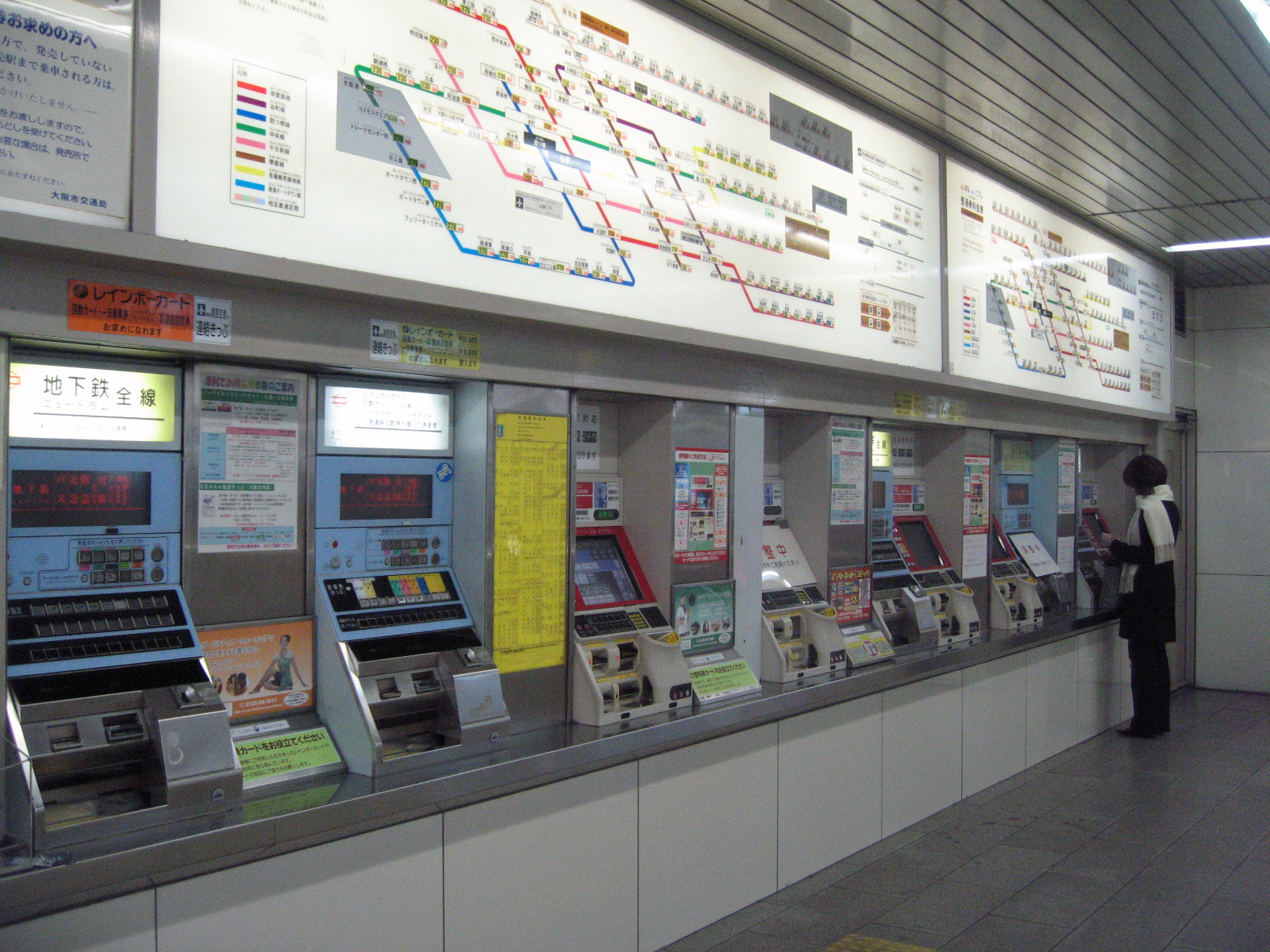
Квиткові автомати та схема розташування зон на станції Сінсайбасі

Оплата проїзду в метрополітені Осаки диференційована та залежить від відстані поїздки. Для кожної станції заздалегідь визначені тарифні пояси (зони), між якими інші станції розподілені по мірі віддаленості. Вартість проїзду (2010) варіюється від 200 до 360 єн. Діють знижки дітям та деякі інші, а також проїзні.
| Зона              | Ціна (єн)                    |
| ----------------- | ---------------------------- |
| Зона 1 (1-3 км)   | - повний: 200 - дитячий: 100 |
| Зона 2 (4-7 км)   | - повний: 230 - дитячий: 120 |
| Зона 3 (8-13 км)  | - повний: 270 - дитячий: 140 |
| Зона 4 (14-19 км) | - повний: 310 - дитячий: 160 |
| Зона 5 (20-25 км) | - повний: 360 - дитячий: 180 |

## Рухомий склад
У Осакському метрополітені використовується як моторвагонний рухомий склад з традиційними електродвигунами, так і потяги з лінійними двигунами. Потяги з лінійними двигунами використовуються на лініях 7 і 8.

## Галерея

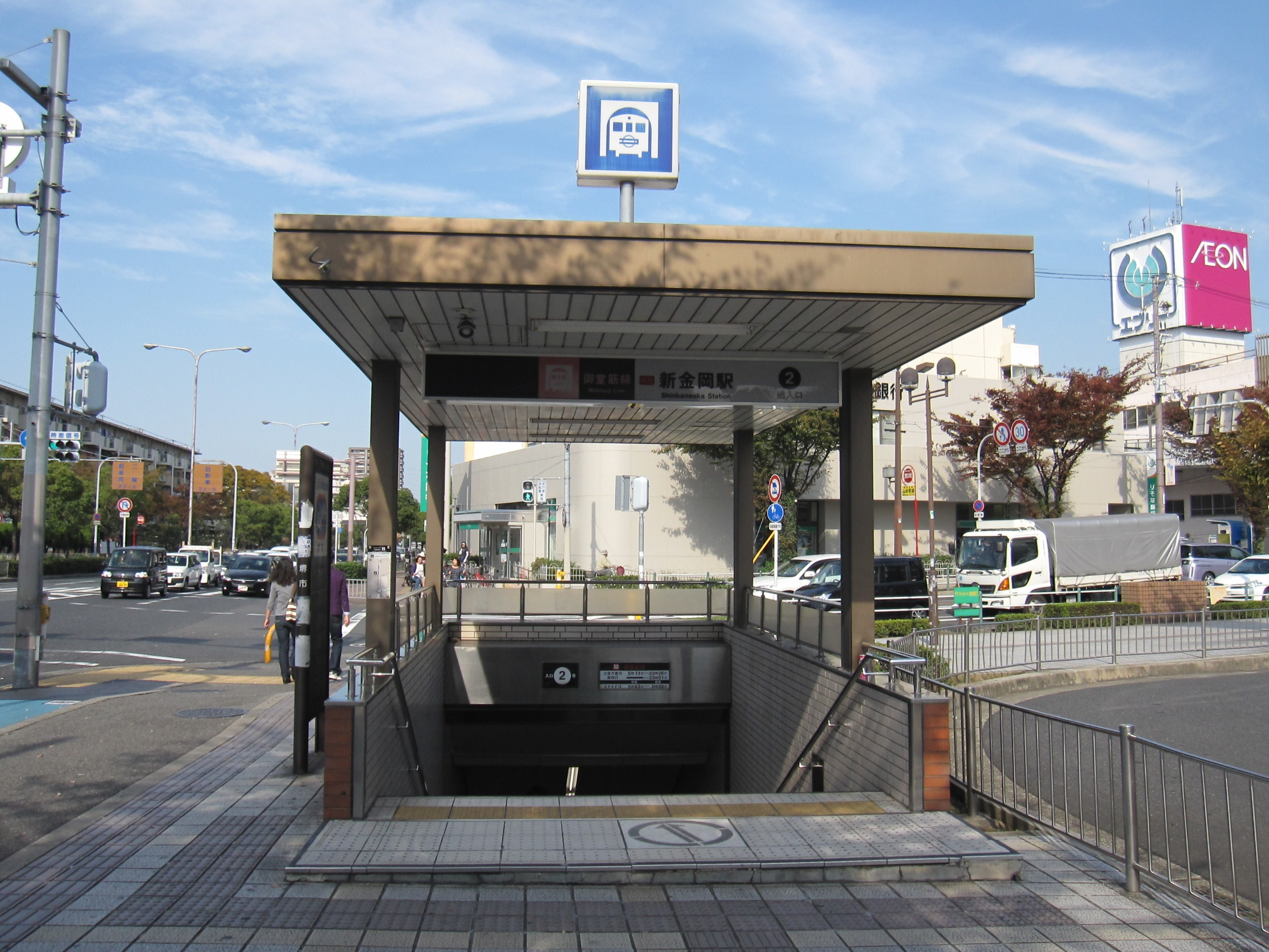
Вихід зі станції «Shinkanaoka»
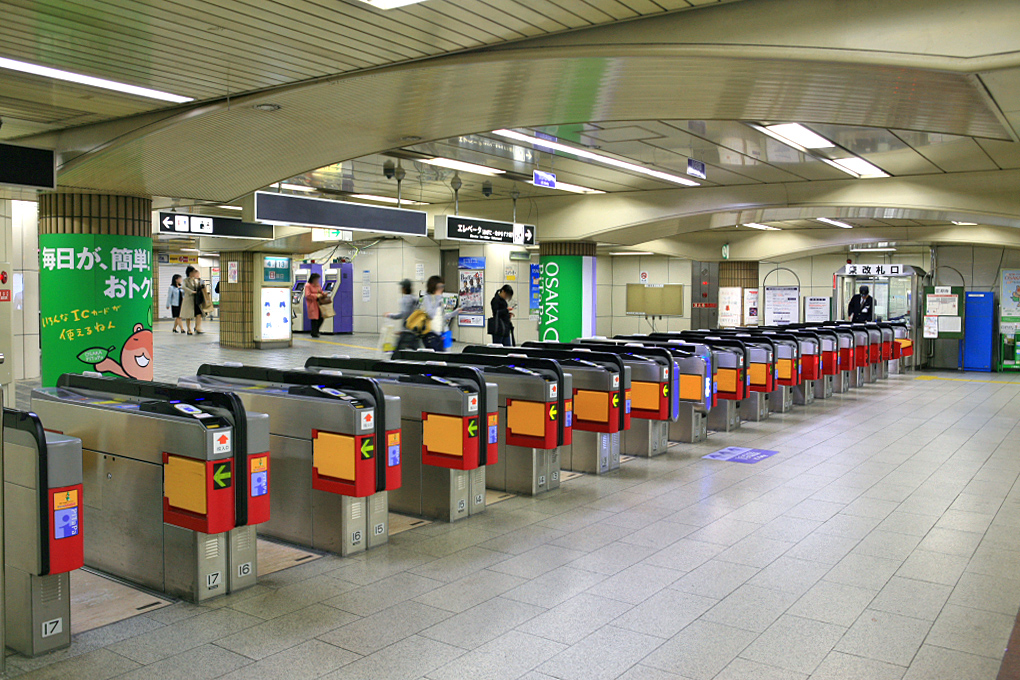
Турнікети на станції «Tennoji»
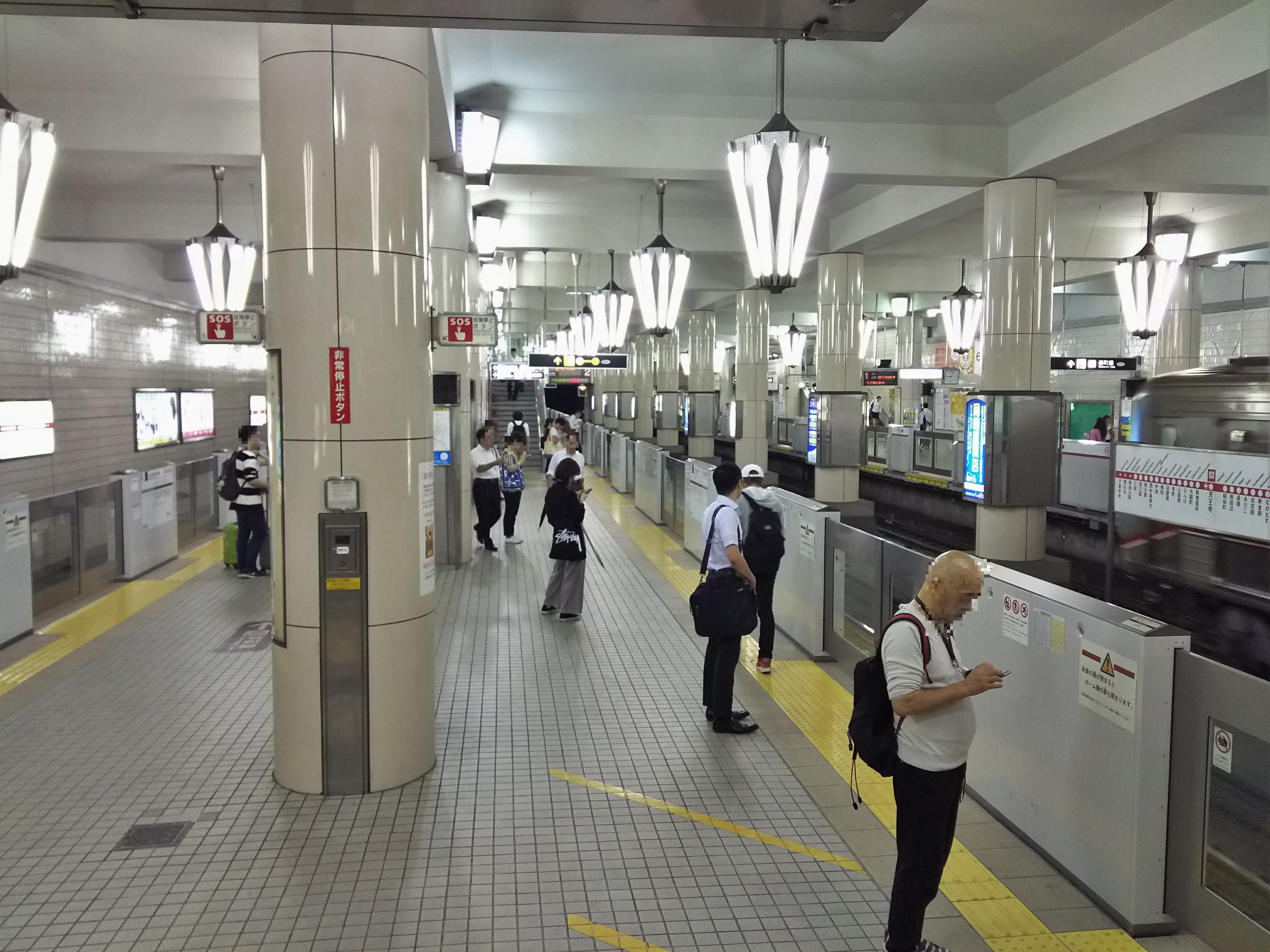
Платформа станції «Tennoji»
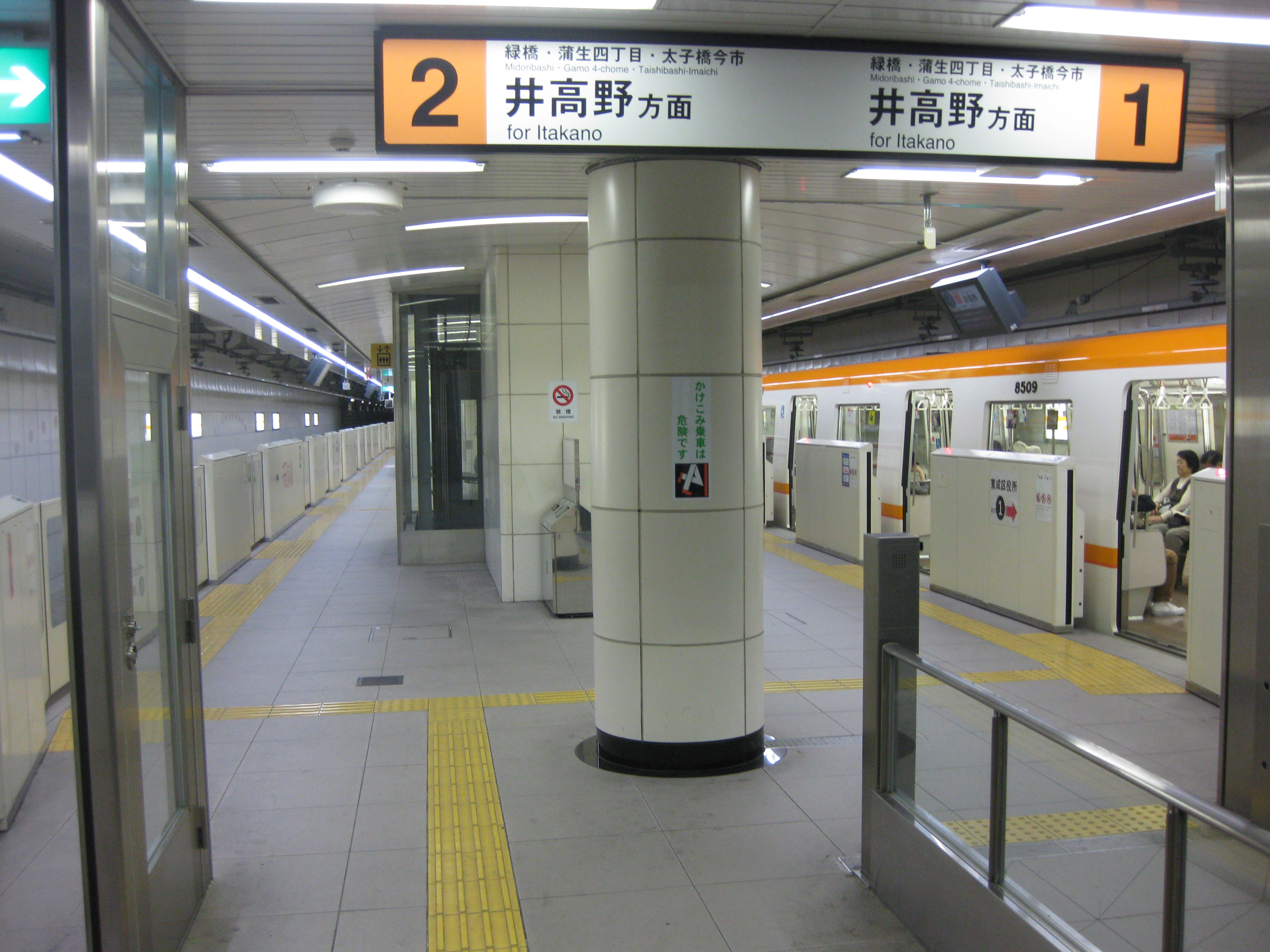
Платформа станції «Imazato», Лінія «Imazatosuji»
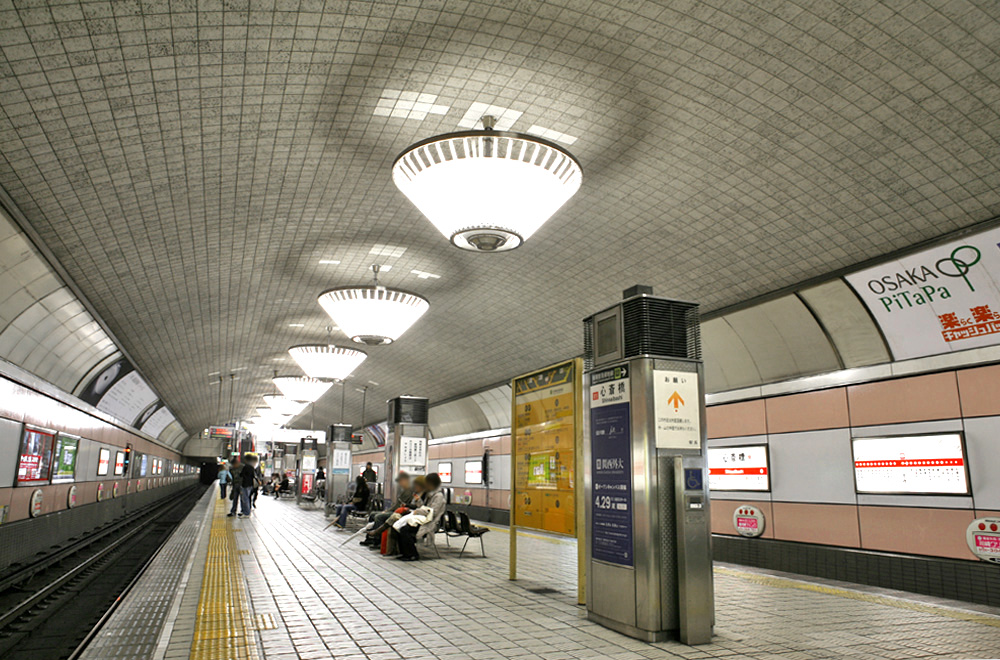
Платформа станції «Sinsaibashi»